# 娘子关镇
娘子关镇，是中华人民共和国山西省阳泉市平定县下辖的一个镇。

## 行政区划
娘子关镇下辖以下地区：
磨河滩社区、大社村、背峪村、西武庄村、东武庄村、程家村、西塔堰村、东塔堰村、城西村、坡底村、磨河滩村、河北村、娘子关村、关沟村、上董寨村、下董寨村、金窝庄村、三星村、吊沟村、洄城寺村、罗家庄村、井沟村、贤沟村、旧关村和新关村。

## 中国传统村落
2013年8月，娘子关村、上董寨村、下董寨村获批第二批中国传统村落。